# Марсала (вино)
Марсала — італійське кріплене вино, виробляється на Сицилії в однойменному регіоні. Назва «марсала» є контрольованою за походженням. Виробляють у виноробній зоні Марсала DOC, яка охоплює провінцію Трапані окрім комун Пантеллерія, Фавіньяна та Алькамо.

## Історія
Історію виникнення марсали пов'язують з англійським купцем Джоном Вудхаузом, який у 1773 (за іншими даними — 1772) році потрапив до Марсали та закупив тут партію місцевого вина, щоб перепродати його у Англії. Щоб вино не зіпсувалось під час морської подорожі, він додав до нього спиртовий дистилят. У 1776 році Вудхауз придбав земельну ділянку в Марсалі та обладнав її під виробництво вина, яке отримало свою назву по назві міста, в якому вироблялось. Вино стало до вподоби англійцям, його навіть називали «англійським вином» об'єми виробництва зростали. У 1798 році після Абукірської битви адмірал Нельсон замовив у Вудхауза велику партію вина. У ХІХ сторіччі виробництво постійно розширювалось, марсала постачалась до королів Савойського дому. У 1931 році з'явився закон, який обмежував територію виробництва марсали. У 1969 році Марсала отримала категорію якості DOC.

## Виробництво
Класичну марсалу виробляють з сортів білого винограду. Основним сортом є Грілло. При зброджуванні він дозволяє отримувати досить високий вміст алкоголю. Найкращі зразки марсали на 100 % складаються з виноматеріалів цього сорту. Крім того досить часто вино виготовляють купажуванням виноматеріалів з сортів Грілло, Катарратто та Інзолія. Рідше марсалу виробляють з червоних винограду - Неро д'Авола, Пін'ятелло, Нерелло Маскалезе, таке вино називають «італ. Marsala rubino».
Для виробництва марсали використовують три основні компоненти — базове сухе вино, має міцність 12 ° та вміст цукру не менше 20 г/л; містеллу — сусло з винограду пізнього збору, до якого додають дистилят, щоб зупинити бродіння (містеллу додають не у всі сорти марсали); варене сусло («італ. mosto cotto») — сусло варять для підвищення концентрації цукру (у деякі сорти марсали його не додають). Шляхом змішування цих компонентів у різних пропорціях отримують різні сорти марсали, при цьому завдяки вареному суслу отримують необхідний вміст цукру, завдяки містеллі — необхідний вміст алкоголю. Замість містелли може використовуватись чистий дистилят виноградного вина (молодий бренді). Після змішування виноматеріал витримують у дубових (рідше каштанових) бочках, де марсала набуває характерних для неї тонів оксидації.

## Класифікація марсали

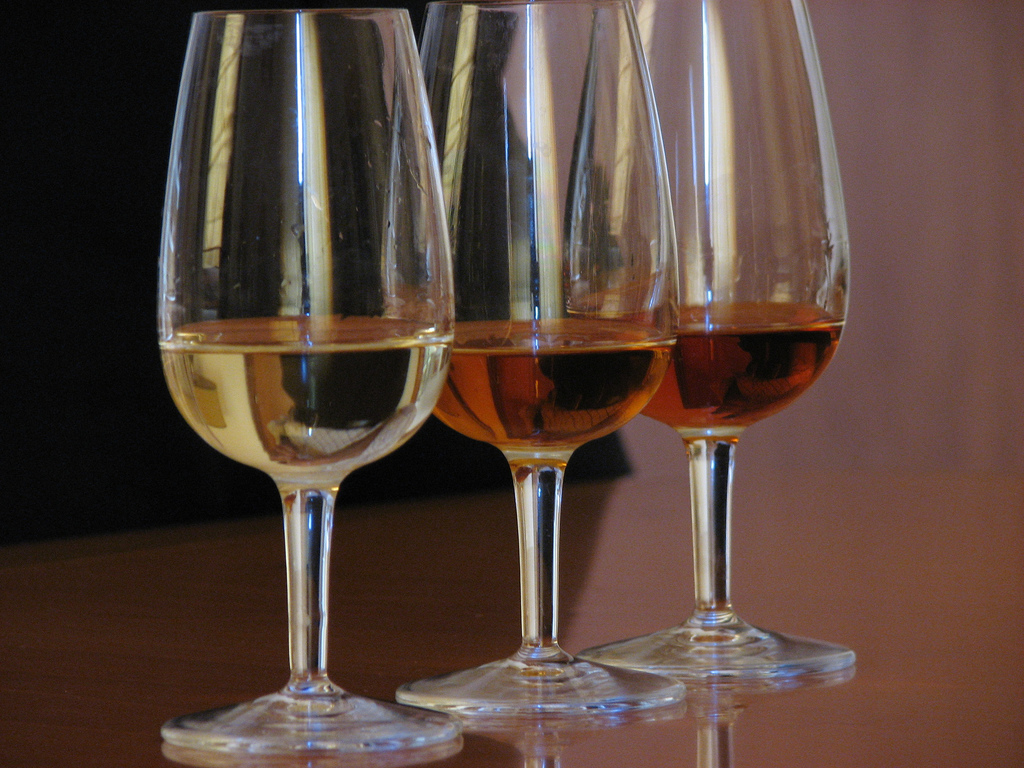
Різновиди марсали — «Oro» та «Ambra»

Марсала має категорію якості DOC. В залежності від вихідних компонентів може вироблятись 29 сортів марсали. Якщо у процесі виробництва додається варене сусло, вино при цьому набуває насиченого бурштинового або коричневого кольору, а на етикетку додають напис «італ. Ambra». Під час виробництва «італ. Marsala Oro» або «італ. Marsala rubino» додавати варене сусло заборонено. Якщо в процесі витримки використовують систему солера або «італ. perpetuo» це вказується на етикетці.
За вмістом цукру марсала поділяється на:
- «італ. Secco» — менше 40 г/л;
- «італ. Semisecco» — від 40 г/л до 100 г/л;
- «італ. Dolce» — більше 100 г/л.

За вмістом алкоголю та строком витримки марсала поділяється на:
- «італ. Marsala Fine» — міцність 17,5 °, витримка не менш 1 року, при цьому не менше 8 місяців у бочках;
- «італ. Marsala Superiore» — міцність не менше 18 °, витримка не менше 2 років у бочках;
- «італ. Marsala Superiore Riserva» — міцність не менше 18 °, витримка не менше 4 років у бочках;
- «італ. Marsala Vergine» — міцність не менше 18 °, витримка не менше 5 років у бочках, заборонено додавати варене сусло та містеллу, додається виноградний спирт;
- «італ. Marsala Vergine Stravecchio o Riserva» — міцність не менше 18 °, витримка не менше 10 років у бочках.

## Використання марсали
Марсалу вживають у якості аперитиву, окрім Vergine та Vergine Riserve, яку вживають як дигестив. Суха марсала гарно поєднується зі стравами з морепродуктів. Червона марсала — з м'ясними стравами, напівсолодкі та солодкі різновиди — з десертами. Крім того марсалу широко використовують у сицилійській кухні для приготування різноманітних страв.